# Colwyn Castle
Colwyn Castle ist eine abgegangene Niederungsburg beim Dorf Llansantffraed in der alten walisischen Grafschaft Radnorshire, heute Teil von Powys. Die Burg entstand im Mittelalter an der Stelle eines römischen Forts.
1196 nahmen die Truppen von Rhys ap Gruffydd im Zuge seines Feldzuges gegen die Normannen die Burg ein. Ralph de Mortimer ließ sie 1242 wieder aufbauen, um seine Herrschaft Maelienydd zu schützen, die er kurz vorher erobert hatte.
Heute sind nur noch Wälle und Gräben von der Burg sichtbar. Sie gilt als Scheduled Monument.